# Telipogon klotzscheanus
Telipogon klotzscheanus är en orkidéart som beskrevs av Heinrich Gustav Reichenbach. Telipogon klotzscheanus ingår i släktet Telipogon och familjen orkidéer. Inga underarter finns listade i Catalogue of Life.